# Calibre (relógio)

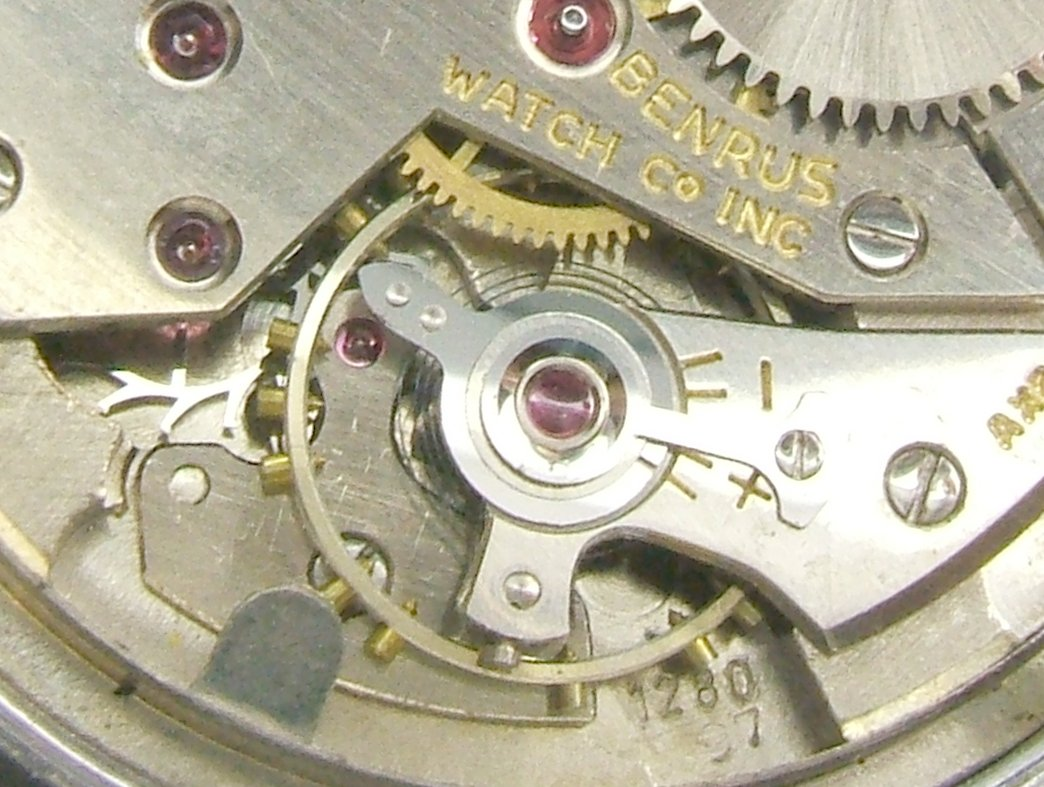
Calibre

Calibre em relojoaria é um tipo de movimento que na origem era sinónimo de dimensão. Assim existe um calibre para homem ou mulher,  mecânico ou automático, a quartzo. Esse modelo específico de movimento de relógio é normalmente denotado por um número ou nome alfanumérico, relativo a uma dada marca relojoeira que indica a sua proveniência e está inscrita na em francês:  Fédération de l'horlogerie suisse FH, como o  Calibre 12P de Piaget SA. 